# Monistria consobrina
Monistria consobrina är en insektsart som beskrevs av Kenneth Hedley Lewis Key 1985. Monistria consobrina ingår i släktet Monistria och familjen Pyrgomorphidae. Inga underarter finns listade i Catalogue of Life.